# Musikhögskolan Ingesund

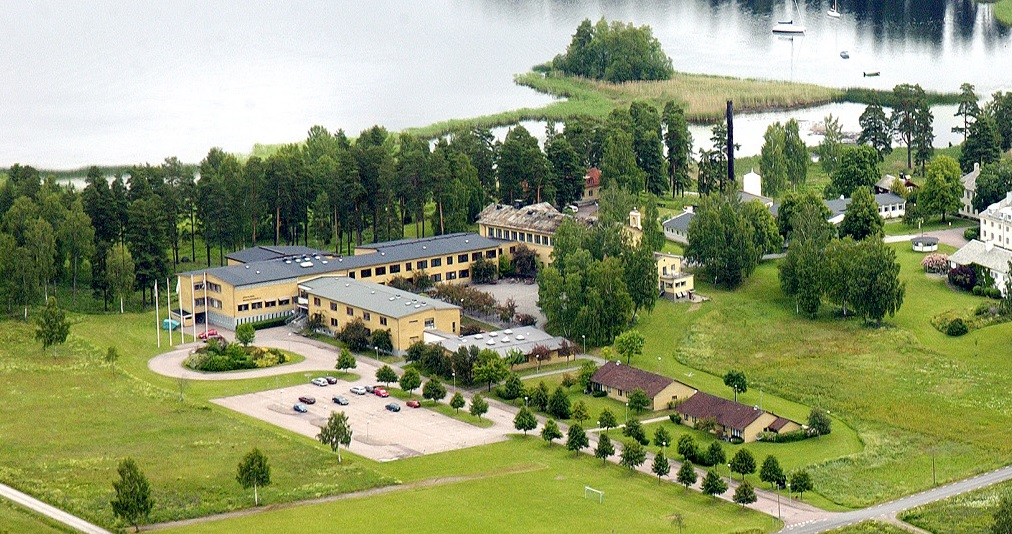
Flygfoto från 2004

Musikhögskolan Ingesund är en musikhögskola i Arvika och en del av Karlstads universitet.
Skolan grundades 1923 av Valdemar Dahlgren under namnet Folkliga musikskolan och var en sidoverksamhet till Västra Värmlands folkhögskola, sedermera Ingesunds folkhögskola. Bägge skolorna flyttade 1926 till Ingesund. Dahlgrens vision var att höja kvaliteten på musikutövandet i landsorten. Successivt infördes även pedagogutbildningar. Skolan drevs av Föreningen för det folkliga musiklivets främjande fram till 1965, då Landstinget i Värmland tog över. Folkliga musikskolan blev högskola 1978, samtidigt med musikhögskolorna i Örebro och Piteå. Landstinget drev högskolan ända fram till 2002, då den blev en institution vid Karlstads universitet. Efter en omorganisation 2006 blev den en avdelning inom den estetisk-filosofiska fakulteten. Numera är musikhögskolan en del av institutionen för konstnärliga studier under fakulteten för humaniora och samhällsvetenskap.
Högskolans nuvarande lokaler på Ingesund består av en del från 1930-talet, där aulan ligger enligt ritningar av John Åkerlund. Fler byggnader tillkom på 1970-talet och omfattar kammarmusiksalen, undervisningslokaler, bibliotek och övningsrum med mera. En tillbyggnad med salar för slagverks- samt jazz- och improvisationsmusik stod klar 1996. Lokalerna renoverades 2012–2014 varvid den äldsta delen fick en tillbyggnad med ny entré och foajé till aulan.
Vid Musikhögskolan Ingesund utbildas idag musiklärare samt musik- och ljudtekniker. Där ges också förberedande utbildning för de större musikhögskolornas musikerutbildningar samt fristående kurser och sommarkurser. Från och med höstterminen 2017 kommer musikhögskolan även utfärda examen på konstnärlig grund för musiker. Skolans tre musikaliska inriktningar är klassisk musik, jazz- och improvisationsmusik samt folkmusik. Studenterna utgör olika ensembler, bland annat symfoniorkester, stråkorkester, blåsorkester, kammarkör, storband och folkmusikensemble.

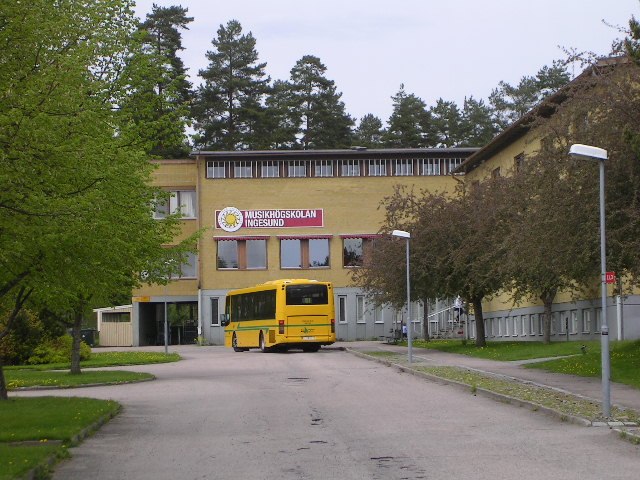
Infarten till högskolans huvudentré

Skolans geografiska läge gör att inte all den lärarkompetens som en musikhögskola behöver finns i närområdet. Därav följer att en del av lärarna är tillresande, främst från Stockholm, Göteborg och Oslo. Kompositören och musikern Ale Möller och operasångaren och tonsättaren Carl Unander-Scharin är gästprofessorer. Från och med hösten 2015 är jazzsångerskan Rigmor Gustafsson adjungerad professor vid musikhögskolan. Några musikpersonligheter som tidigare undervisat på Ingesund är violinisterna Lars Zetterquist och Ignácz Caroly Beôrecz, dirigenten Tor Mann och tonsättaren Sven-David Sandström. Den sistnämnde utnämndes 2015 till hedersdoktor vid Karlstads universitet.

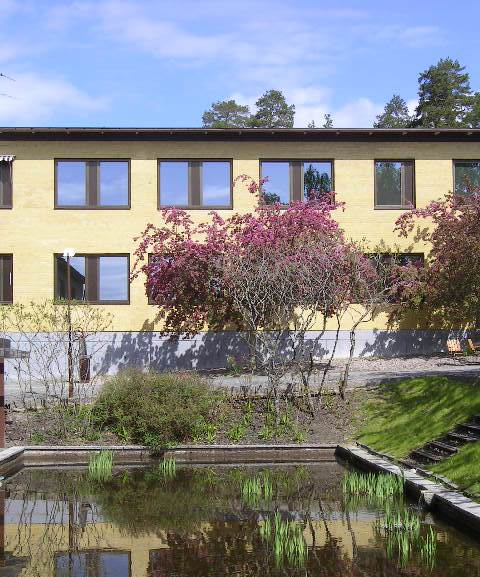
Högskolans inre gård

## Rektorer och prefekter
- 1923–1953 Valdemar Dahlgren
- 1953–1965 Nils L. Wallin
- 1965–1967 Hans Wihlborg
- 1967–1984 Eskil Burman
- 1984–1995 Gunnar Ahlmark
- 1996–2005 Cathja Mörner (då Carlsson)
- 2006–2011 Lars Hagström[6]
- 2012–2020 Carina Hauge-Rouass[7] (prefekt vid Institutionen för konstnärliga studier)
- 2021–2024 Göran Lindskog (prefekt vid  institutionen för konstnärliga studier)
- 2025– Mats Gustavii[8] (prefekt vid  institutionen för konstnärliga studier)

Fram till 2002 leddes högskolan av en rektor, men sedan den blev en del av Karlstads universitet har titeln oftast varit prefekt.

## Tidigare studenter i urval
- Urban Agnas
- Per Andersberg
- Gullan Bornemark[9]
- Per F. Broman
- Hans Ek
- Rigmor Gustafsson
- Leif Göras
- Erland Hagegård
- Svante Henryson
- Lena Hoel
- Karin Ingebäck
- Sven-Eric Johanson
- Björn J:son Lindh
- Nils Landgren
- Mats Larsson Gothe
- Annalena Persson
- Lille Bror Söderlundh
- Klas Torstensson
- Karl-Erik Mattsson